# ブルーマーダー
『ブルーマーダー』は、誉田哲也の警察小説。姫川玲子シリーズ第6作。
光文社の『小説宝石』で2012年1月号から同年9月号まで連載された。2012年11月16日に単行本、2015年6月11日に光文社文庫版が発売された。

## 登場人物

### 警視庁池袋署
姫川 玲子
池袋署刑事課強行犯捜査係担当係長 警部補。
大迫 隆也
池袋署刑事課強行犯捜査係統括係長 警部補。玲子の上司。
東尾
池袋署刑事課長 警視。
高津
池袋署組織犯罪対策課長 警視。
江田
池袋署生活安全課保安係 巡査部長。
大竹 慎吾
池袋署西口交番 巡査部長。
佐野
池袋署鑑識係担当係長。
須山
池袋署鑑識係 巡査部長。
相馬
池袋署副署長。
山井
池袋署署長。

### 警視庁千住署
菊田 和男
千住署刑事組織犯罪対策課組織犯罪係 巡査部長。
加山
千住署刑事組織犯罪対策課組織犯罪係 統括係長。
保科
千住署刑事組織犯罪対策課組織犯罪係。
永瀬
千住署刑事組織犯罪対策課組織犯罪係。

### 警視庁他
勝俣 健作
捜査一課殺人犯捜査五係（勝俣班）主任 警部補。
麻井 憲介
捜査一課特殊班二係長 警部。
安東 智寛
組織犯罪対策第四課（組対四課）課長 警視正。
明石
組対四課暴力犯捜査四係長。
三浦
組対四課管理官。
下井 正文
中野署刑事組織犯罪対策課・暴力犯捜査係担当係長 警部補。以前は組対四課の主任を務めていた。
新沼
中野署刑事組織犯罪対策課　統括係長。
平間 敏郎
本富士署刑事生活安全組織犯罪対策課強行犯捜査係 警部。下井の元上司。
菊田 梓
菊田の妻。旧姓：野崎。菊田との結婚を機に高輪署刑事課強行犯係に異動。
井岡 博満
三鷹署刑事組織犯罪対策課強行犯捜査係 巡査部長。
國奥 定之助
東京都監察医務院監察医。　

### その他
木野 一政
元警察官。下井とつながりがある。茅場からは「マサ」と呼ばれている。
青いベネチアンマスクをつけて出没することから、周囲から「ブルーマーダー」と呼ばれている。
茅場 元
元鳶職。木野と行動を共にしている。木野からは「おやっさん」と呼ばれている。
岩渕 時生
脱走犯。茅場組で隠れているところに、木野たちに見つかって以降は彼らと行動を共にしている。
谷崎
暴力団庭田組若頭。
白井 佳久
暴力団庭田組若頭補佐。
諸田 勇造
暴力団二代目道栄会若頭、初代暴力団諸田組組長。
河村 丈治
暴力団庭田組組長。二代目道栄会筆頭若頭補佐。
飯島 崇之
新東京連合の元幹部。
小池 隆仁
新東京連合の元幹部。
笠井 重則
新東京連合の元幹部。
王 勝義
在日中国人暴走族「主華龍（スカル）」の元メンバー。
林 文夫
在日中国人暴走族「主華龍（スカル）」の元メンバー。
狩野 泰惠
小料理屋「かのう」 女将。諸田勇造の腹違いの妹。

## テレビドラマ
姫川玲子シリーズを原作とした2019年4月期放送の連続ドラマ『ストロベリーナイト・サーガ』（フジテレビ系木曜劇場枠）の第10話（6月13日放送）と第11話（6月20日放送）にてドラマ化された。

## オーディオブック
2023年1月2日より、audiobook.jpで配信された。ナレーターは行成とあ。